# Pfarrkirche Orth an der Donau

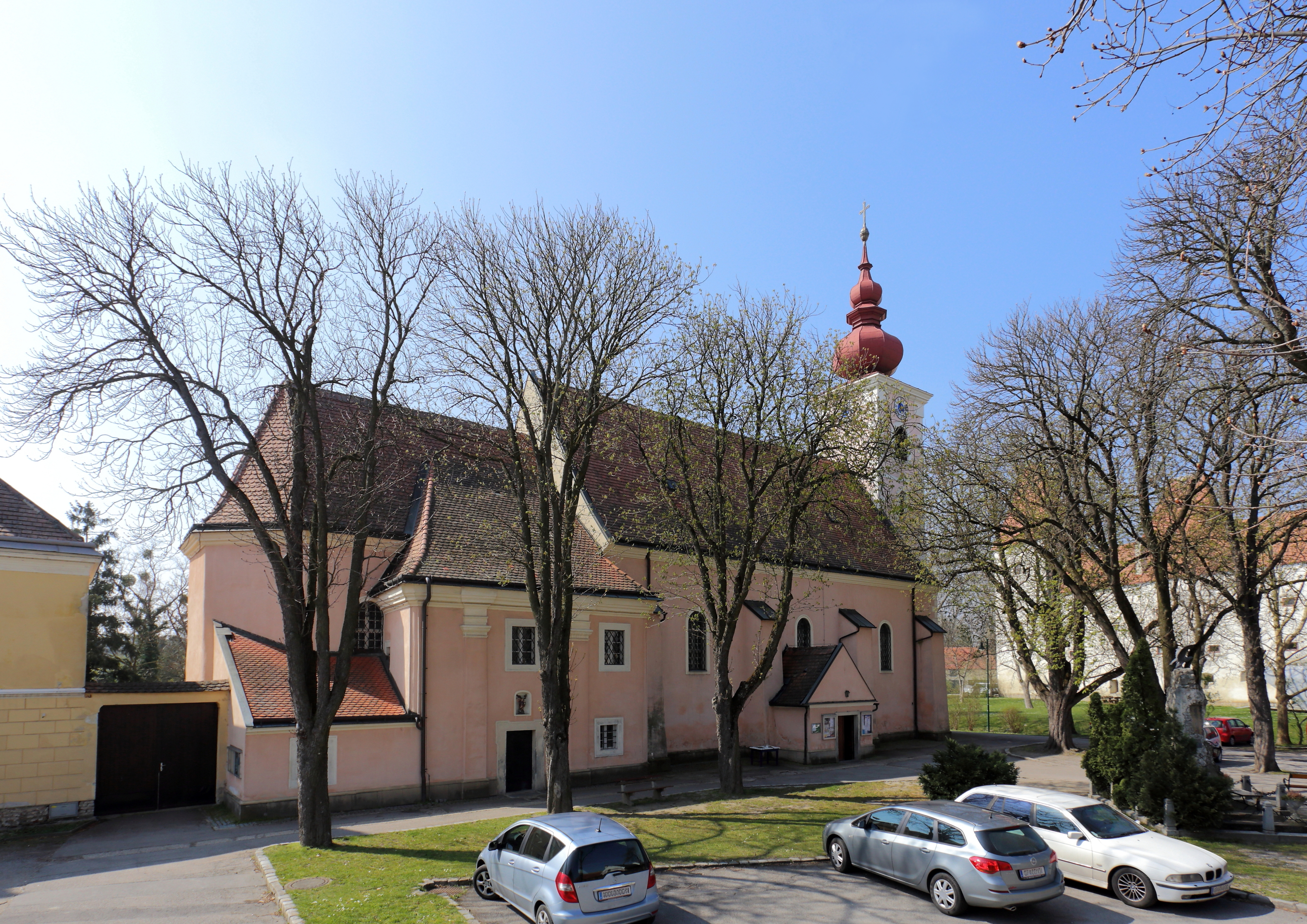
Katholische Pfarrkirche hl. Michael in Orth an der Donau

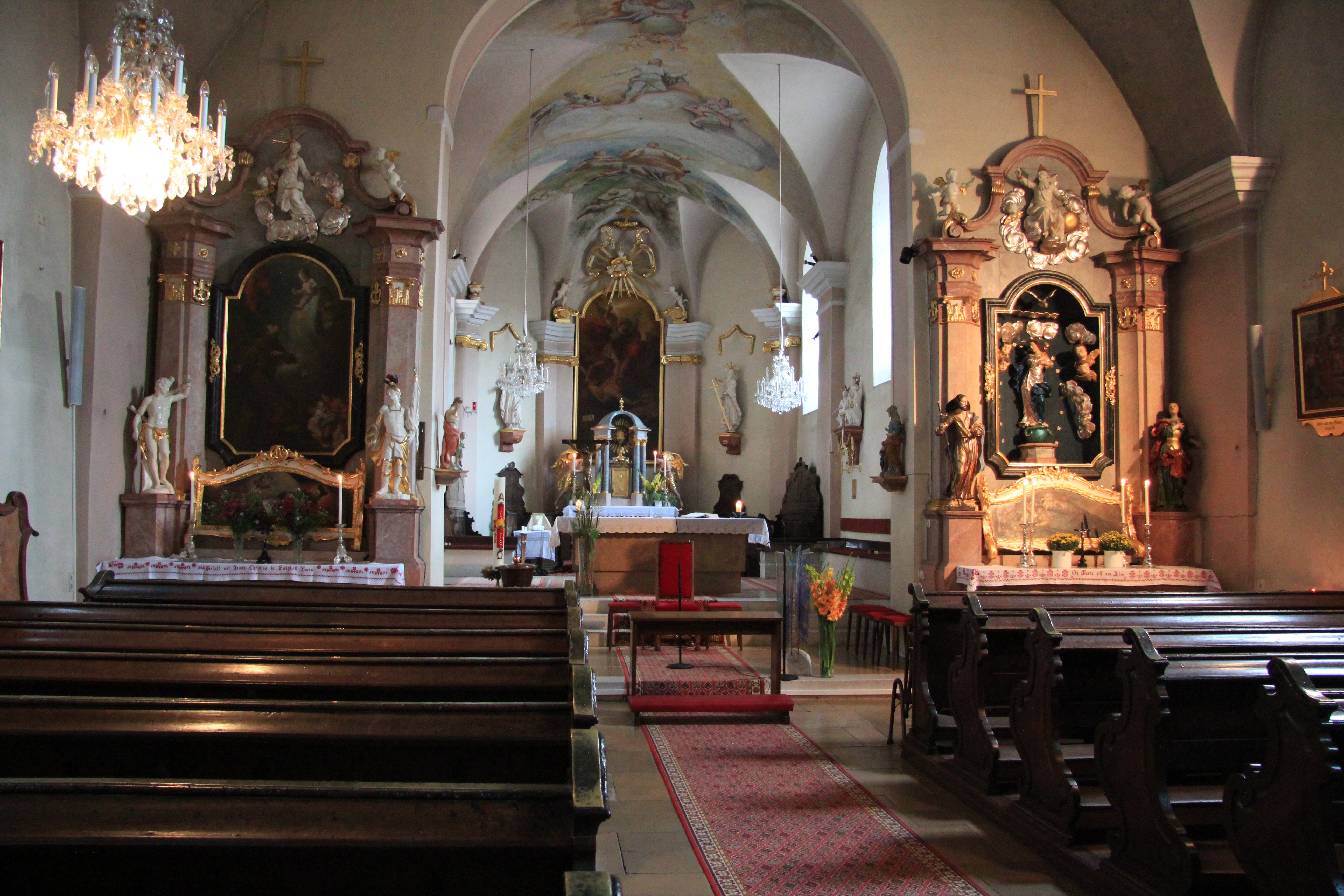
Im Langhaus zum Chor

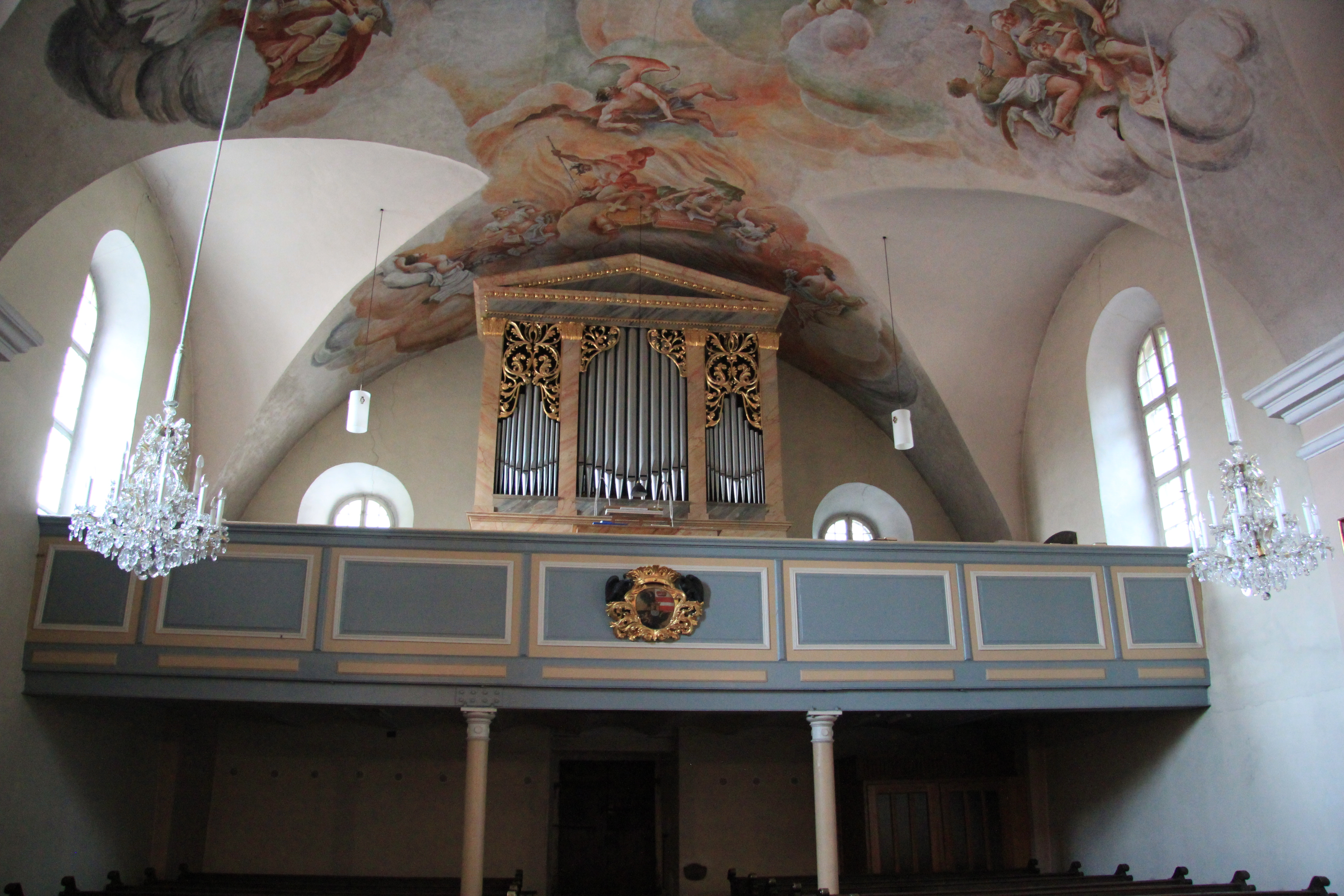
Im Langhaus zur Orgelempore

Die Pfarrkirche Orth an der Donau steht östlich vom Schloss Orth in der Marktgemeinde Orth an der Donau im Bezirk Gänserndorf in Niederösterreich. Die dem Erzengel Michael geweihte römisch-katholische Pfarrkirche gehört zum Dekanat Marchfeld im Vikariat Unter dem Manhartsberg in der Erzdiözese Wien. Die Kirche steht unter Denkmalschutz (Listeneintrag).

## Geschichte
Eine Kirche wurde urkundlich im 9. Jahrhundert genannt. Die Pfarre wurde um 1100 vermutlich vom Bistum Regensburg gegründet.

## Architektur
Die ehemalige Wehrkirche war von einem ehemaligen Wehrkirchhof mit Wall und Graben umgeben. Der im Kern mittelalterliche mächtige Kirchenbau mit einem hohen Wehrturm wurde nach schweren Schäden im Türkenkrieg 1529 und neuerlichen Aufbau 1568 und Türkenkrieg 1683 im Jahre 1689 unter dem Grafen Strattmann mit Erhaltung des spätgotischen Kernbaues barockisiert.
Der mächtige dem Langhaus vorgestellte Westturm zeigt eine Ortbandgliederung und ein Kordongesims sowie Schießscharten, das barocke Schallgeschoß hat Rundbogenfenster, der Zwiebelhelm ist aus dem 17. Jahrhundert und wurde 1782 erneuert. Das schlichte Langhaus unter einem hohen Satteldach hat barocke Rundbogenfenster und barocke Strebepfeiler. Der eingezogene Chor hat barocke Rundbogenfenster. Nördlich ist ein zweigeschoßiger barocker Sakristeianbau aus der ersten Hälfte des 18. Jahrhunderts und daran anschließend eine weitere spätere Sakristei.
Das Kircheninnere zeigt sich als dreijochiges Langhaus unter einem Stichkappentonnengewölbe auf Pilastern. Die Triumphbogenwand zeigt eine stuckierte Wappenkartusche der Grafen Strattmann von Putten gehalten mit 1688. Die hölzerne Orgelempore auf Eisenstützen entstand in der ersten Hälfte des 19. Jahrhunderts. Der eingezogene einjochige Chor mit einem Fünfachtelschluss hat ein Stichkappentonnengewölbe auf Pilastern. Im Bereich des Sakristeidaches ist chorseitig ein vermauertes spitzbogiges gotisches Fenster erhalten. Unter dem Chor befindet sich ein Krypta mit einem südseitig im Bodenbereich vermauerten gotischen Fenster.
Die barockisierenden Fresken im Langhaus mit Verherrlichung Mariens und Engelsturz mit den Nothelfern im Langhaus und Auferstehung im Chor malte Hans Alexander Brunner 1950.

## Ausstattung
Der schlichte in den Chorschluss einbezogene Hochaltar aus 1780 zeigt über einer freistehenden Mensa das Hochaltarblatt hl. Michael von Johann Nepomuk Höferl 1819, darüber das Auge Gottes, er trägt die Konsolfiguren Peter und Paul und einen klassizistischen Tabernakel mit adorierenden Engeln.
Es gibt eine bemerkenswerte Kanzel aus dem Ende des 17. Jahrhunderts, am Korb sind zwischen gedrehten Säulen Figuren Die vier Apostel.
Die Orgel baute Josef Loyp 1848 erweitert 1859 in einem klassizistischen Gehäuse aus dem vierten Viertel des 18. Jahrhunderts. Eine Glocke nennt Joachim Gross 1689.
Eine kleine Grabplatte aus Kupfer vergoldet zeigt das Wappen der Familie Graswein 1620.